# Hochmoor östlich des Gemeindeteiles Harpfetsham

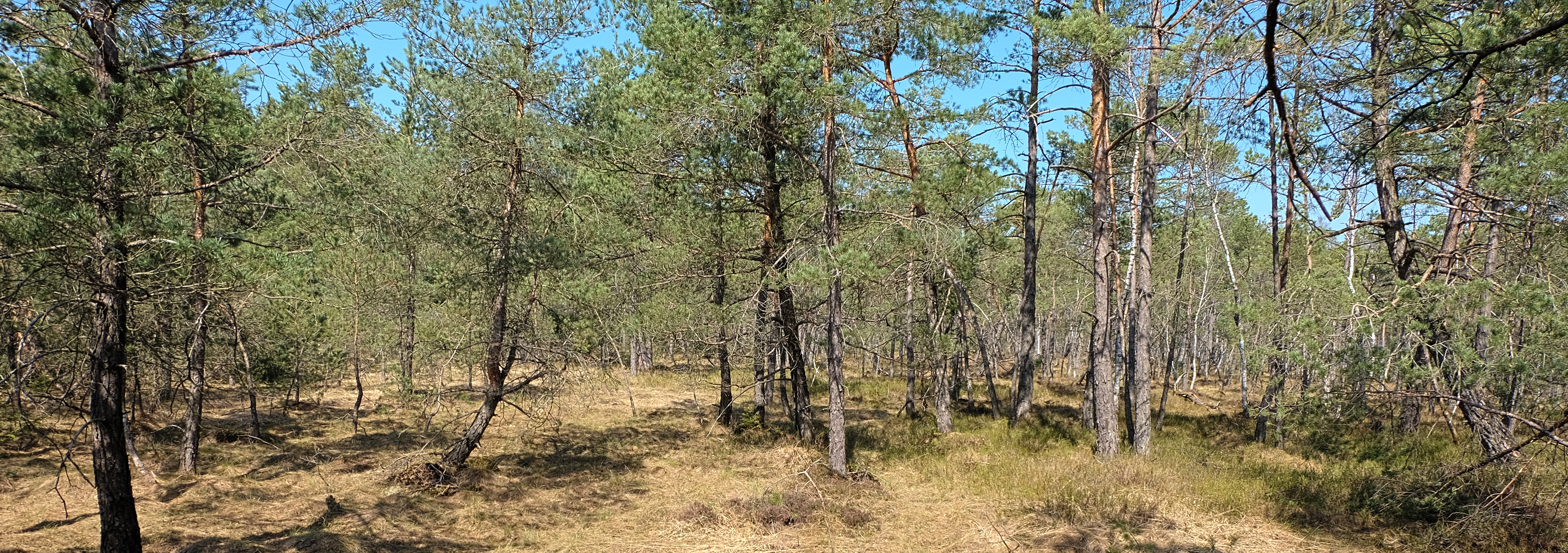
Hochmoor östlich Harpfetsham

Das Hochmoor östlich des Gemeindeteiles Harpfetsham der Gemeinde Palling ist ein 3,72 ha großes flächenhaftes Naturdenkmal im Landkreis Traunstein.
Es erhielt im Juni 1981 durch Verordnung des Landratsamtes Traunstein den Schutzstatus.
Das Bayerische Landesamt für Umwelt (LfU) führt es unter der Nummer ND-00100.

## Harpfetshamer Filz
Östlich des Klostergutes Harpfetsham, in der Gemeinde Palling, befindet sich ein ca. 41 ha großes Moor. Im BayernAtlas als Filzholz genannt und in der geologischen Literatur als Harpfetshamer Filz beschrieben.
Das Moor liegt zwischen dem äußersten Randmoränenwall (Harpfetsham) und dem nächst inneren Wall (Lampertsham) am westlichen Rand des würmzeitlichen Salzachgletschers.

### Geschichte
Bis zum Ende des 18. Jahrhunderts war das Moor baum- und strauchlos, da die großflächig wachsende Schneeheide (Erica carnea) von den Bauern zur Einstreu abgeschnitten wurde. Bis zum Ende des Zweiten Weltkriegs wurde intensiv Torf für Heizzwecke gestochen (BayernAtlas Reliefkarte). Um das Wasser aus den Torfstichen herauszubringen, wurde im östliche Teil der Filze ein durch Windkraft angetriebene Pumpanlage errichtet. Die Ableitung des gehobenen Wassers erfolgte durch den Mühlgraben an Lampertsham vorbei nach Tengling und in den Tachinger See.
Heute wächst auf den Hochmoorflächen ein sekundärer Moorwald mit Waldkiefern und Latschen.

## Schutzgebiet und Verordnung

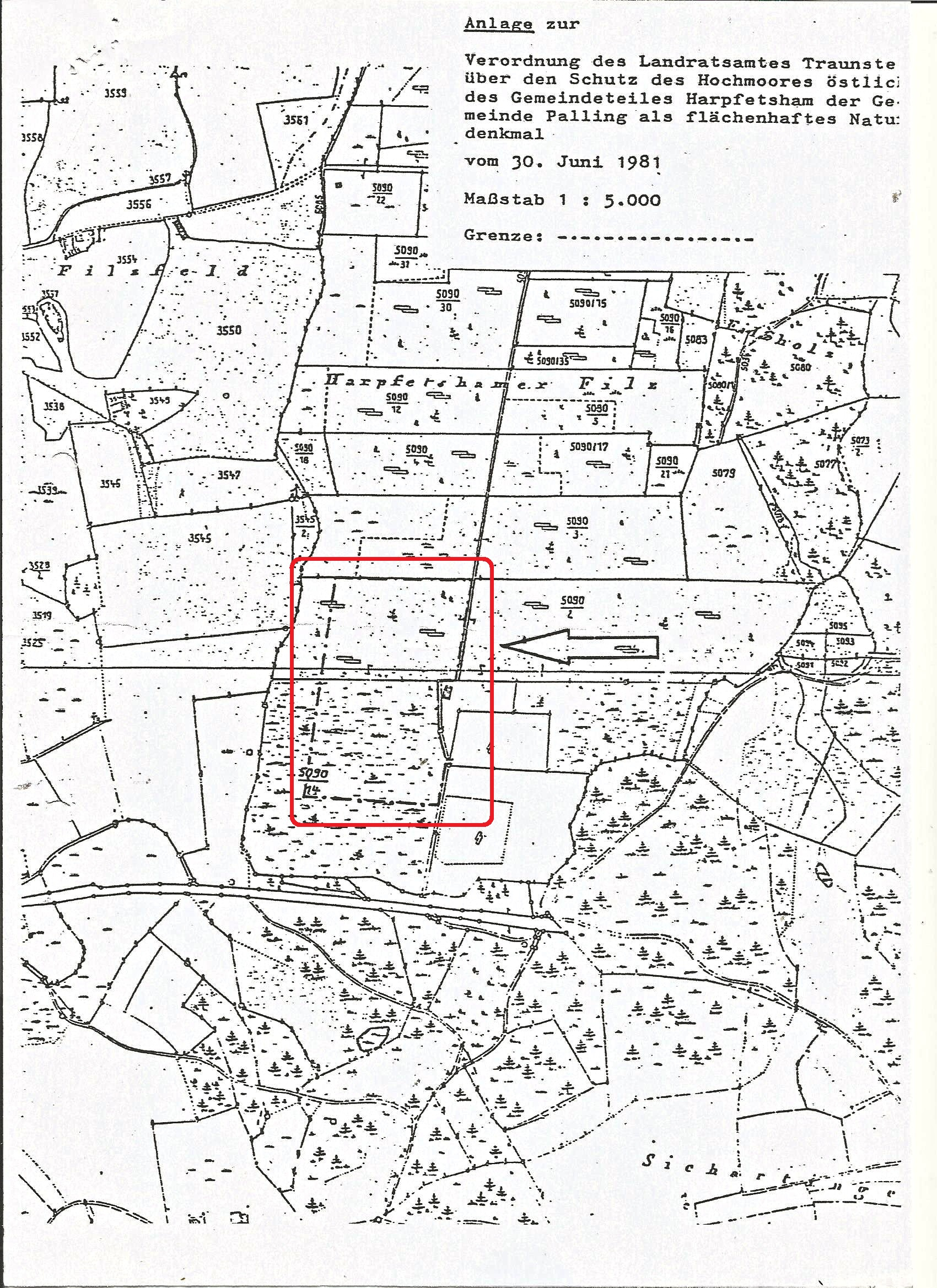
Auszug Amtsblatt

Im südwestlichen Teil ist ein 3,72 ha umfassender Bereich durch Verordnung des Landratsamtes Traunstein vom 30. Juni 1981, als flächenhaftes Naturdenkmal unter Schutz gestellt.
In der Verordnung wird hervorgehoben, dass es sich um die nördlichste lebende Hochmoorfläche im Salzachgletschergebiet handelt. Der Erhalt wird seiner hervorragenden Eigenart und Seltenheit in ökologischer, wissenschaftlicher, floristischer und faunistischer Bedeutung begründet.